# Azizulhasni Awang
Mohammed Azizulhasni Awang (Dungun, Terengganu, 5 de gener de 1988) és un ciclista malaisi especialista en pista. Guanyador d'una medalla de bronze als Jocs Olímpics de Rio de 2016 en la prova de Keirin. També ha aconseguit cinc medalles als Campionats de Món, una d'elles d'or, sent així el primer ciclista del seu país en fer-ho.

## Palmarès
- 2007
  - Campió d'Àsia en Keirin
- 2008
  - Campió d'Àsia en Keirin
  - Campió d'Àsia en Velocitat
- 2009
  - Campió d'Àsia en Velocitat
  - Campió d'Àsia en Velocitat per equips
- 2010
  - Medalla d'or als Jocs Asiàtics en Keirin
- 2014
  - Campió d'Àsia en Velocitat
- 2015
  - Campió d'Àsia en Keirin
- 2016
  -  Medalla de bronze als Jocs Olímpics de Rio de Janeiro en Keirin
- 2017
  -  Campió del món en Keirin
  - Campió d'Àsia en Velocitat

### Resultats a laCopa del Món
- 2008-2009
  - 1r a la Classificació general i a les proves de Melbourne i Pequín, en Keirin
- 2009-2010
  - 1r a la Classificació general i a la prova de Pequín, en Keirin
- 2010-2011
  - 1r a la Classificació general i a la prova de Cali, en Keirin